# The Apples in Stereo
The Apples in Stereo (с англ. — «Яблоки в стерео») — американская инди-рок-группа, связанная с Elephant 6. Группа в значительной степени является проектом вокалиста/гитариста/продюсера Роберта Шнайдера, который пишет большую часть музыки и текстов песен группы. В настоящее время в состав The Apples in Stereo также входят давние участники Джон Хилл (ритм-гитара) и Эрик Аллен (бас), а также более новые участники Джон Дюфило (ударные), Джон Фергюсон (клавишные) и Бен Фелан (клавишные/гитара/труба).
Звучание группы напоминает психоделический рок The Beatles и The Beach Boys 1960-х годов, а также такие группы, как Electric Light Orchestra и Pavement, а также лоу-фай, гаражный рок, новую волну, R&B, бабблгам-поп, пауэр-поп, панк, электропоп и экспериментальную музыку.
Группа хорошо известна своим появлением в музыкальном клипе «Signal in the Sky (Let's Go)» из мультсериала Суперкрошки. Группа часто появлялась на телевидении и в кино, включая выступления в Отчёт Кольбера, Late Night with Conan O'Brien и Last Call with Carson Daly, в качестве гостя на MTV, также известно размещение песен в многочисленных телевизионных шоу, рекламных роликах и кинофильмах, исполнение сингла «Energy» участниками American Idol и песня, записанная для детского шоу Yo Gabba Gabba!.

## Дискография
Смотри статью «Дискография The Apples in Stereo» в англ. разделе.
- Fun Trick Noisemaker (1995)
- Science Faire (1996)
- Tone Soul Evolution (1997)
- Her Wallpaper Reverie (1999)
- The Discovery of a World Inside the Moone (2000)
- Velocity of Sound (2002)
- New Magnetic Wonder (2007)
- Electronic Projects for Musicians (2008)
- Travellers in Space and Time (2010)